# Phicometer
Ein Phicometer ist ein bodenmechanisches Versuchsgerät, mit dessen Hilfe die In-situ-Scherfestigkeit im Bohrloch erfasst werden kann.
Er besteht aus einer Sonde, die in ein Bohrloch (62–65 mm) eingelassen wird. Über einen hydraulisch aufgebrachten Radialdruck wird die Sonde mit der Bohrlochwandung, also dem Boden, verzahnt und anschließend aufwärts gezogen. Somit erhält man eine Zugkraft T, ab der Reibung und Kohäsion überwunden sind, in Abhängigkeit vom Radialdruck. Analog zum Rahmenscherversuch erhält man ein Wertepaar aus Schubspannung und Normalspannung. Mit Hilfe einer Versuchsserie können dann Phicometer-Reibungswinkel {\displaystyle \phi _{i}} und -Kohäsion {\displaystyle c_{i}} bestimmt werden.